# Домбровка (Благоварский район)
Домбровка (баш. Домбровка) — деревня в Благоварском районе Республики Башкортостан Российской Федерации. Входит в состав Языковского сельсовета.

## География

### Географическое положение
Расстояние до:
- районного центра (Языково): 7 км,
- центра сельсовета (Языково): 7 км,
- ближайшей ж/д станции (Благовар): 21 км.

## Население
| 2002 | 2009 | 2010 |
| ---- | ---- | ---- |
| 382  | ↗397 | ↘388 |

Согласно переписи 2002 года, преобладающие национальности — башкиры (44 %), русские (30 %).